# Nicholas P. White
Nicholas P. White (* 1942) ist ein US-amerikanischer Philosophiehistoriker.
White absolvierte ein Studium der Philosophie an der Harvard University, an der 1963 den A.B., 1965 den A.M. und 1970 den Ph.D. erwarb. Seit 1969 war er assistant professor im Department of Philosophy der University of Michigan, 1975 wurde er associate professor und 1981 full professor. Seit 1987 war er zugleich adjunct professor im Department of Classical Studies. Von 1994 bis 2000 war er Presidential Professor of Philosophy an der University of Utah, seit 2000 ist er Professor of Philosophy an der University of California at Irvine. Im Sommersemester 1999 war er Cassirer Professor an der Universität Hamburg. 1986 bis 1987 war White Präsident der Society for Ancient Greek Philosophy.
White arbeitet zur antiken Philosophie, insbesondere zu Platon, Aristoteles und zur Stoa sowie zur Ethik und dem Eudämonismus. Übersetzt hat er das Handbüchlein des Epiktet und den Sophistes Platons.

## Schriften (Auswahl)
Monographien
- Plato on Knowledge and Reality. Indianapolis: Hackett, 1976, Auszüge online
- A Companion to Plato’s Republic. Indianapolis: Hackett, 1979, Auszüge online
- Individual and Conflict in Greek Ethics. Oxford: Oxford University Press, 2002.
- A Brief History of Happiness. Oxford: Blackwell, 2006.

Übersetzungen
- Epictetus, The Handbook (The Encheiridion). Indianapolis: Hackett, 1983, Auszüge online